# Pygoscelis adeliae
El pingüino de Adelia (Pygoscelis adeliae) es, junto con el pingüino emperador, una de las dos únicas especies de pingüinos que viven en el continente antártico, propiamente. Esta especie es común a lo largo de toda la costa antártica e islas cercanas. En 1830, el explorador francés Dumont D'Urville lo bautizó en honor a su esposa, Adélie. La isla de Ross alberga una colonia de aproximadamente medio millón de pingüinos de Adelia.

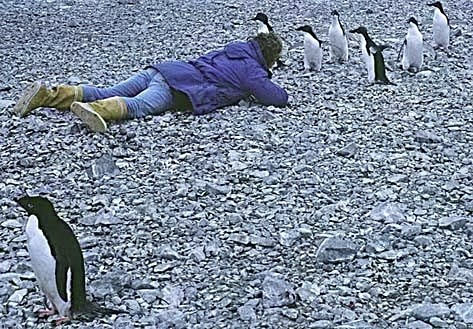
Pingüinos de Adelia jóvenes, en la Antártida.

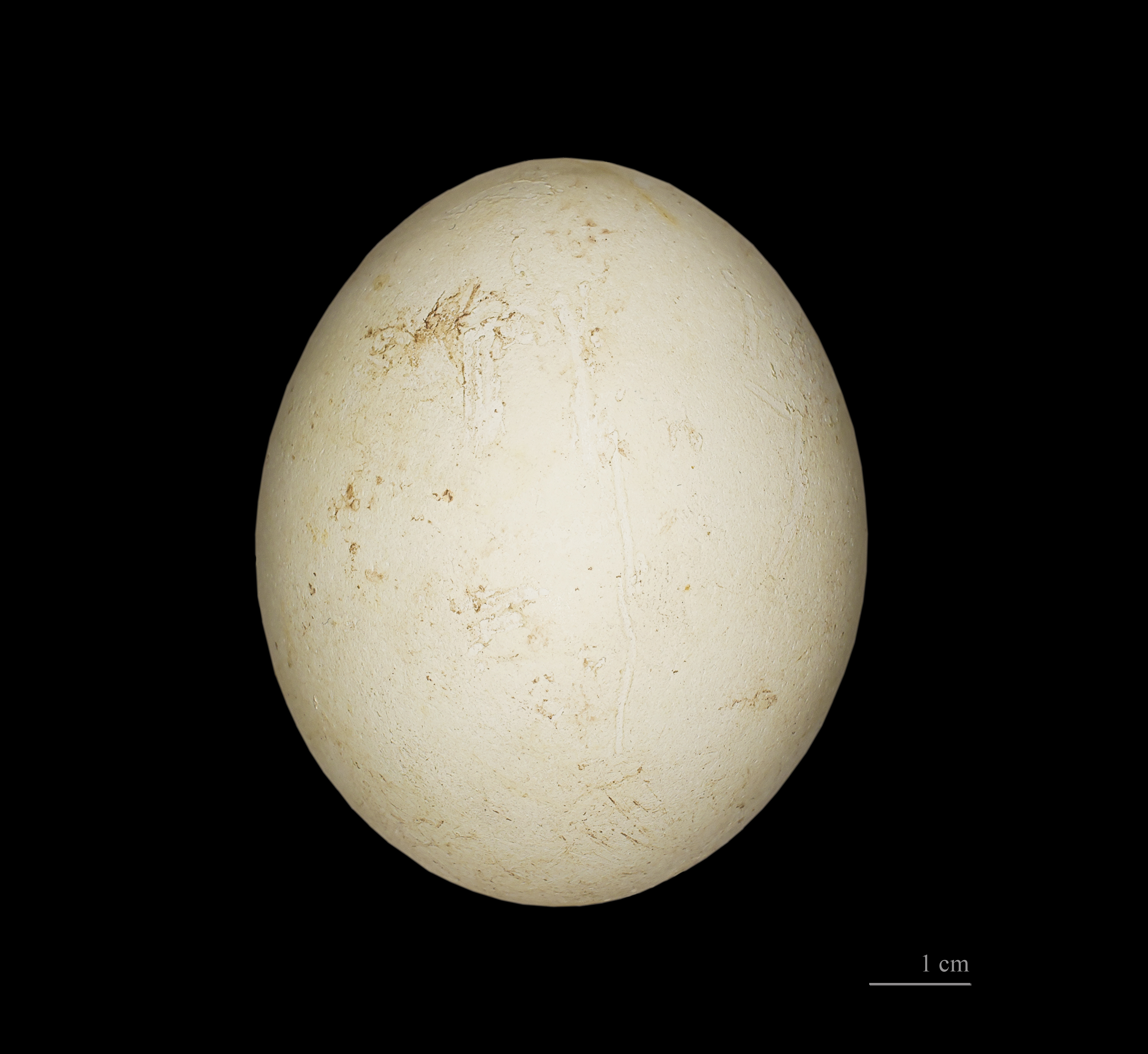
Huevo de Pygoscelis adeliae, en el Museo de Toulouse.

Los pingüinos de Adelia se alimentan de pequeñas criaturas acuáticas, como el krill, pero también comen pescado y calamar. Se sabe que cuando bucean pueden alcanzar hasta 175 m de profundidad cuando buscan comida, aunque casi siempre cazan en aguas menos profundas.
Como otros pingüinos, los Adelia son buenos y eficaces nadadores. Pueden llegar a hacer viajes redondos de aproximadamente 300 km para procurar una comida. Durante la temporada de reproducción (en octubre), se dirigen hacia el rocoso litoral del Antártico donde viven en grandes comunidades llamadas colonias.
Este pingüino tiene de 60 a 70 cm de longitud y alrededor de 4 kg de peso. Su rasgo distintivo es el anillo circular blanco que rodea el ojo y las plumas en la base del pico. Estas largas plumas ocultan la mayor parte del pico rojo. La cola es un poco más larga que las de otros pingüinos.
Los pingüinos de Adelia se reúnen en los lugares de reproducción en octubre. Sus nidos consisten en un grupo de piedras apiladas. Los machos llaman a las hembras con un ruido gutural bajo seguido de un fuerte llanto. Una hembra generalmente pone dos huevos de color pardo o verde. En diciembre, el mes más cálido en la Antártida (alrededor de -2 °C), el padre y la madre se alternan para incubar el huevo; uno va a buscar comida y el otro se queda a incubar el huevo. El padre que está incubando no come. En marzo, los adultos regresan al mar junto con su cría.

## Comportamiento y reproducción
Este pingüino anida en colonias. Algunas de estas colonias son inmensas, contando con doscientas mil parejas, otras no son tan grandes, con no más de veinte parejas. Alrededor o proximidades de una colonia grande o dos colonias medianas, puede haber otras colonias menores. Casi todas las colonias se encuentran en Antártica con la excepción de algunas en las islas cercanas.
Demuestran cierta preferencia por anidar en las playas pedregosas, aunque es posible que lo hagan en cualquier lugar que no esté muy lejos del mar, siempre y cuando no haya hielo en el suelo. Cuando los futuros padres empiezan a regresar, durante la primavera austral en septiembre y octubre, para darle comienzos a la temporada de anidación, aún el hielo de la costa antártica no se ha fundido. En ciertos casos se tienen que trasladar hasta 60 km por el hielo para llegar al sitio de la colonia. No hay diferencia entre los géneros con respecto a la fecha en que llegan a la colonia.
Anidan en el suelo, bien cerca unos de otros, la distancia promedio entre los nidos al centro de la colonia, que es donde están en mayor proximidad, es de menos de un metro. Realmente es muy importante tratar de anidar lo más al centro de la colonia. Aquellos que anidan en los márgenes son más propensos a los ataques de los depredadores. Por eso, cuando una pareja de jóvenes se forma, tratan de encontrar un sitio dentro de la multitud. Cosa que es más fácil decir que hacer. 
En la construcción del nido emplean piedrecitas sueltas. Hacen como un círculo y es ahí donde la hembra deposita los huevos. Estas piedrecitas, que para nosotros son insignificantes, tienen un valor incalculable para estos pingüinos. Tanto que se llegan a formar grandes peleas de picotazos y aletazos cuando uno de ellos trata de robárselas a su vecino, lo cual sucede con bastante frecuencia.
Es muy probable que vuelvan a usar el mismo sitio para anidar que usaron el año anterior. Si una pareja logra criar, las posibilidades de que al año siguiente se vuelvan a emparejar son muy buenas. Un caso curioso que aparentemente sucede con cierta frecuencia, es muy posible que uno de los dos miembros de una pareja al llegar al lugar del nido haga amistad con otro pingüino de Adelia del género opuesto. Todo va bien, con buenas indicaciones que la nueva relación va a ser duradera y lleguen a criar juntos. Hasta que aparece el otro miembro de la pareja, entonces se acabó la amistad y la pareja del año anterior se rehace.
La nidada usual consiste de dos huevos. Hay veces que nace un pichón y otras veces nacen los dos, aunque en ciertas colonias en ciertos años las probabilidades que haya eclosión en un nido no supera un 50 %. La incubación toma de 32 a 38 días y es efectuada por los dos padres. Se turnan, mientras uno se hace responsable del nido el otro va a pescar por un par de semanas. La madre es la que sale primero, tan pronto termina de poner, después el padre. Durante este tiempo es posible que se alejen de la colonia más de 300 km.
Una vez que los pichones nacen, uno de los dos padres permanece en el nido mientras que el otro se encarga de ir a buscar la alimentación. En cada viaje traen de 0,2 a 1 kg de alimento. Durante esos días los padres no se alejan mucho de la colonia, unos 10 km (aunque puede ser de 2 a 120 km). La ausencia tampoco es tan prolongada como era durante la incubación, regresan a los dos días (se documenta de 10 horas a 4 días). Este proceso continúa por las siguientes 3 semanas, cuando ya es necesaria más comida; entonces los dos padres se van a pescar. Cuando los pichones permanecen solos forman grupos entre ellos; a estos grupos se les llaman “guarderías”. Alrededor de los dos meses de nacidos los pichones ya han mudado los plumones y se encuentran en el plumaje juvenil. A esta edad ya se pueden valer por sí mismos. Entonces, de los cincuenta a 61 días, los padres se van.